# Goran Sablić
Goran Sablić (Signo, 8 ottobre 1979) è un allenatore di calcio ed ex calciatore croato, di ruolo difensore, tecnico del Velež Mostar.

## Carriera

### Allenatore
Nella stagione 2014-2015 guida la sezione U-19 del RNK Spalato alla vittoria del campionato di categoria. Il 30 settembre, con l'addio di Zoran Vulić dalla panchina de Crveni, viene promosso ad allenatore della prima squadra. Il 14 dicembre 2020 sostituisce Mario Despotović sulla panchinda dell'Hajduk Spalato II. Il 12 giugno 2021 prende le redini del Sarajevo firmando un contratto annuale con opzione di rinnovo.

## Statistiche

### Cronologia presenze e reti in nazionale
| Cronologia completa delle presenze e delle reti in nazionale ― Croazia | Cronologia completa delle presenze e delle reti in nazionale ― Croazia | Cronologia completa delle presenze e delle reti in nazionale ― Croazia | Cronologia completa delle presenze e delle reti in nazionale ― Croazia | Cronologia completa delle presenze e delle reti in nazionale ― Croazia | Cronologia completa delle presenze e delle reti in nazionale ― Croazia | Cronologia completa delle presenze e delle reti in nazionale ― Croazia | Cronologia completa delle presenze e delle reti in nazionale ― Croazia |
| Data                                                                   | Città                                                                  | In casa                                                                | Risultato                                                              | Ospiti                                                                 | Competizione                                                           | Reti                                                                   | Note                                                                   |
| ---------------------------------------------------------------------- | ---------------------------------------------------------------------- | ---------------------------------------------------------------------- | ---------------------------------------------------------------------- | ---------------------------------------------------------------------- | ---------------------------------------------------------------------- | ---------------------------------------------------------------------- | ---------------------------------------------------------------------- |
| 17-4-2002                                                              | Zagabria                                                               | Croazia                                                                | 2 – 0                                                                  | Bosnia ed Erzegovina                                                   | Amichevole                                                             | -                                                                      | 83’                                                                    |
| 8-5-2002                                                               | Pécs                                                                   | Ungheria                                                               | 0 – 2                                                                  | Croazia                                                                | Amichevole                                                             | -                                                                      |                                                                        |
| 9-2-2005                                                               | Gerusalemme                                                            | Israele                                                                | 3 – 3                                                                  | Croazia                                                                | Amichevole                                                             | -                                                                      | 51’                                                                    |
| 16-8-2006                                                              | Livorno                                                                | Italia                                                                 | 0 – 2                                                                  | Croazia                                                                | Amichevole                                                             | -                                                                      |                                                                        |
| 6-9-2006                                                               | Zagabria                                                               | Russia                                                                 | 0 – 0                                                                  | Croazia                                                                | Qual. Euro 2008                                                        | -                                                                      |                                                                        |
| Totale                                                                 |                                                                        | Presenze                                                               | 5                                                                      |                                                                        | Reti                                                                   | 0                                                                      |                                                                        |

| Cronologia completa delle presenze e delle reti in nazionale ― Croazia under 21 | Cronologia completa delle presenze e delle reti in nazionale ― Croazia under 21 | Cronologia completa delle presenze e delle reti in nazionale ― Croazia under 21 | Cronologia completa delle presenze e delle reti in nazionale ― Croazia under 21 | Cronologia completa delle presenze e delle reti in nazionale ― Croazia under 21 | Cronologia completa delle presenze e delle reti in nazionale ― Croazia under 21 | Cronologia completa delle presenze e delle reti in nazionale ― Croazia under 21 | Cronologia completa delle presenze e delle reti in nazionale ― Croazia under 21 |
| Data                                                                            | Città                                                                           | In casa                                                                         | Risultato                                                                       | Ospiti                                                                          | Competizione                                                                    | Reti                                                                            | Note                                                                            |
| ------------------------------------------------------------------------------- | ------------------------------------------------------------------------------- | ------------------------------------------------------------------------------- | ------------------------------------------------------------------------------- | ------------------------------------------------------------------------------- | ------------------------------------------------------------------------------- | ------------------------------------------------------------------------------- | ------------------------------------------------------------------------------- |
| 28-4-1999                                                                       | Zagabria                                                                        | Croazia under 21                                                                | 1 – 0                                                                           | Italia under 21                                                                 | Amichevole                                                                      | -                                                                               | 66’                                                                             |
| 23-3-2001                                                                       | Vinkovci                                                                        | Croazia under 21                                                                | 2 – 1                                                                           | Lettonia under 21                                                               | Qual. Europeo Under-21 2002                                                     | -                                                                               |                                                                                 |
| 24-4-2001                                                                       | Čakovec                                                                         | Croazia under 21                                                                | 2 – 2                                                                           | Grecia under 21                                                                 | Amichevole                                                                      | 1                                                                               |                                                                                 |
| 31-8-2001                                                                       | Paisley                                                                         | Scozia under 21                                                                 | 1 – 1                                                                           | Croazia under 21                                                                | Qual. Europeo Under-21 2002                                                     | -                                                                               | 51’                                                                             |
| Totale                                                                          |                                                                                 | Presenze                                                                        | 4                                                                               |                                                                                 | Reti                                                                            | 1                                                                               |                                                                                 |

| Cronologia completa delle presenze e delle reti in nazionale ― Croazia under 20 | Cronologia completa delle presenze e delle reti in nazionale ― Croazia under 20 | Cronologia completa delle presenze e delle reti in nazionale ― Croazia under 20 | Cronologia completa delle presenze e delle reti in nazionale ― Croazia under 20 | Cronologia completa delle presenze e delle reti in nazionale ― Croazia under 20 | Cronologia completa delle presenze e delle reti in nazionale ― Croazia under 20 | Cronologia completa delle presenze e delle reti in nazionale ― Croazia under 20 | Cronologia completa delle presenze e delle reti in nazionale ― Croazia under 20 |
| Data                                                                            | Città                                                                           | In casa                                                                         | Risultato                                                                       | Ospiti                                                                          | Competizione                                                                    | Reti                                                                            | Note                                                                            |
| ------------------------------------------------------------------------------- | ------------------------------------------------------------------------------- | ------------------------------------------------------------------------------- | ------------------------------------------------------------------------------- | ------------------------------------------------------------------------------- | ------------------------------------------------------------------------------- | ------------------------------------------------------------------------------- | ------------------------------------------------------------------------------- |
| 10-4-1999                                                                       | Kaduna                                                                          | Croazia under 20                                                                | 0 – 0                                                                           | Argentina under 20                                                              | Mondiali Under-20 1999                                                          | -                                                                               | 65’                                                                             |
| 14-4-1999                                                                       | Calabar                                                                         | Brasile under 20                                                                | 4 – 0                                                                           | Croazia under 20                                                                | Mondiali Under-20 1999                                                          | -                                                                               |                                                                                 |
| Totale                                                                          |                                                                                 | Presenze                                                                        | 2                                                                               |                                                                                 | Reti                                                                            | 0                                                                               |                                                                                 |

| Cronologia completa delle presenze e delle reti in nazionale ― Croazia under 19 | Cronologia completa delle presenze e delle reti in nazionale ― Croazia under 19 | Cronologia completa delle presenze e delle reti in nazionale ― Croazia under 19 | Cronologia completa delle presenze e delle reti in nazionale ― Croazia under 19 | Cronologia completa delle presenze e delle reti in nazionale ― Croazia under 19 | Cronologia completa delle presenze e delle reti in nazionale ― Croazia under 19 | Cronologia completa delle presenze e delle reti in nazionale ― Croazia under 19 | Cronologia completa delle presenze e delle reti in nazionale ― Croazia under 19 |
| Data                                                                            | Città                                                                           | In casa                                                                         | Risultato                                                                       | Ospiti                                                                          | Competizione                                                                    | Reti                                                                            | Note                                                                            |
| ------------------------------------------------------------------------------- | ------------------------------------------------------------------------------- | ------------------------------------------------------------------------------- | ------------------------------------------------------------------------------- | ------------------------------------------------------------------------------- | ------------------------------------------------------------------------------- | ------------------------------------------------------------------------------- | ------------------------------------------------------------------------------- |
| 3-11-1997                                                                       | Bangor                                                                          | Irlanda del Nord under 19                                                       | 1 – 2                                                                           | Croazia under 19                                                                | Qual. Europeo Under-19 1998                                                     | -                                                                               |                                                                                 |
| 5-11-1997                                                                       | Belfast                                                                         | Croazia under 19                                                                | 10 – 0                                                                          | Andorra under 19                                                                | Qual. Europeo Under-19 1998                                                     | 1                                                                               |                                                                                 |
| 19-7-1998                                                                       | Agia Napa                                                                       | Croazia under 19                                                                | 2 – 5                                                                           | Irlanda under 19                                                                | Europeo Under-19 1998 - 1º turno                                                | -                                                                               |                                                                                 |
| 23-7-1998                                                                       | Dherynia                                                                        | Inghilterra under 19                                                            | 0 – 3                                                                           | Croazia under 19                                                                | Europeo Under-19 1998 - 1º turno                                                | -                                                                               |                                                                                 |
| 27-7-1998                                                                       | Larnaca                                                                         | Portogallo under 19                                                             | 0 – 0 dts (4 – 5 dtr)                                                           | Croazia under 19                                                                | Europeo Under-19 1998 - 1º turno                                                | -                                                                               | 75’                                                                             |
| Totale                                                                          |                                                                                 | Presenze                                                                        | 5                                                                               |                                                                                 | Reti                                                                            | 1                                                                               |                                                                                 |

## Palmarès

### Giocatore

#### Competizioni nazionali
- Campionato croato: 1

Hajduk Spalato: 2000-2001
- Coppa di Croazia: 2

Hajduk Spalato: 1999-2000, 2002-2003
- Campionato ucraino: 1

Dinamo Kiev: 2008-2009
- Supercoppa d'Ucraina: 1

Dinamo Kiev: 2006

### Allenatore

#### Competizioni giovanili
- Juniorsko prvenstvo Hrvatske u nogometu: 1

RNK Spalato:2014-2015

#### Competizioni nazionali
- Coppa della Bosnia ed Erzegovina: 1

Široki Brijeg: 2016-2017
- Campionato moldavo: 1

Sheriff Tiraspol: 2018